# Ратберт (архиепископ Арля)
Ратбе́рт (Рамберт; лат. Ratbertus; вторая половина VIII века) — архиепископ Арля (упоминается в 769 году).

## Биография
Ратберт управлял Арльской архиепархией в период её истории, недостаточно полно освещённый в источниках. Из пятнадцати архиепископов, занимавших кафедру Арля между Иоанном I и Иоанном II, только о трёх Феликсе, Вольберте и Элифанте) имеются достоверные сведения. Данные о жизни ещё нескольких прелатов (включая и Ратберта) историки подвергают серьёзному сомнению. О существовании же большинства глав Арльской архиепархии этого периода известно только по упоминаниям их имён в средневековых диптихах.
Согласно списку архиепископов Арля, ранняя часть которого была составлена в конце IX века, предшественником Ратберта на кафедре был святой Георгий. Время, когда Ратберт возглавлял архиепархию, точно не известно. Предполагается, что он управлял арльской церковью в 760-х годах. Мнение историка XVII века Пьера Сакси о том, что епископство Ратберта приходилось на 745—760 годы, уже авторами XIX века считалось ошибочным.
В одной из средневековых рукописей, хранящихся в Авиньоне, местный епископ Иосиф I и архиепископ Ратберт названы среди тех двенадцати франкских прелатов, которых по просьбе недавно избранного папы римского Стефана III (IV) короли Карл Великий и Карломан в 769 году посылали в Рим для участия в церковном соборе, на котором был осуждён антипапа Константин II. Однако имена епископа Авиньона и архиепископа Арля не упоминаются в дошедших до нашего времени актах этого собора. Поэтому среди историков идут дискуссии о том, действительно ли Ратберт и Иосиф I участвовали в Римском соборе 769 года.
Возможно, архиепископ Арля Ратберт идентичен епископу Раперту, основавшему монастырь Верит в Аргау (современная Швейцария), где почитался святой Трофим Арльский, однако некоторые историки оспаривают это предположение.
Время смерти Ратберта и продолжительность его епископства неизвестны. Списки глав Арльской архиепархии называют его ближайшими преемниками на кафедре архиепископов Кависария, Вилимариса, Вилиариса, Арладиса и Элифанта. Из них только о последнем, впервые упоминающемся в 788 году, известно что-либо ещё, кроме имени.